# Culicoides lenti
Culicoides lenti är en tvåvingeart som beskrevs av Tavares och Dias 1980. Culicoides lenti ingår i släktet Culicoides och familjen svidknott. Inga underarter finns listade i Catalogue of Life.